# 賽德克語

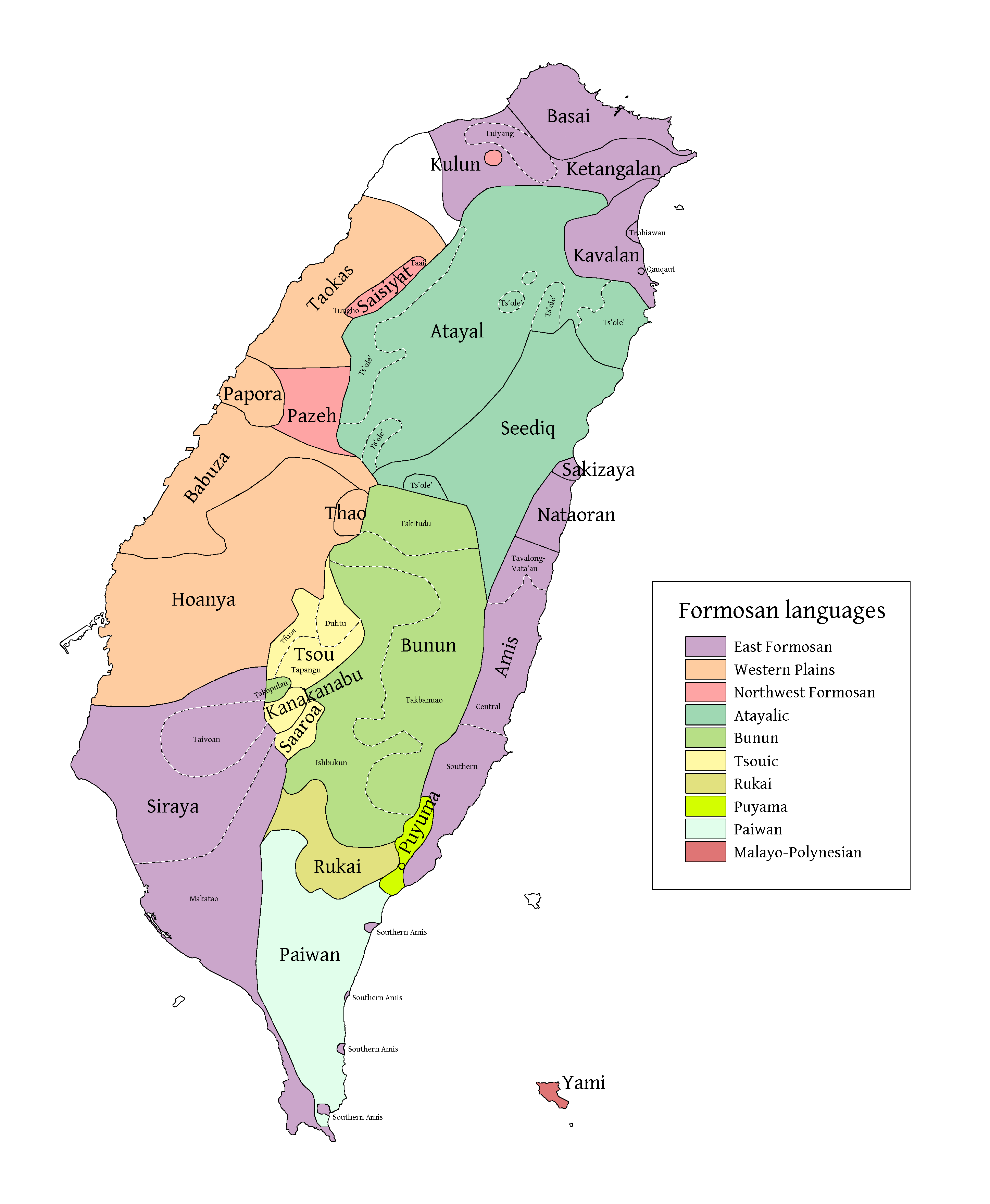
漢人遷台之前的台灣南島語言分布圖。蘭嶼（深紅色）為使用馬來-玻里尼西亞語族巴丹語群達悟語的區域

賽德克語是南島語系的一種，用拉丁文字書寫，為台灣賽德克族的民族語言。亦歸類為北台灣南島語族，與泰雅語（Atayal）同群、和賽夏語（Saisiyat）同列、與巴宰語並列。 主要使用在花蓮南投相接地區，泰雅族為賽德克族的遠親；太魯閣族則為賽德克族的近親，賽德克族與泰雅族以及太魯閣族為Sediq Btasan紋面民族。

## 語群
賽德克語包含三個主要語言別 (Tsukida 2005)。自2021年起賽德克族民族議會開始推動Kari Sjiq Tuda督達賽德克語增列為賽德克族第4語言別。
1. 德鹿谷語言別（Truku，同太魯閣語。）
2. 都達語言別（Toda）
3. 德固達雅語言別（Tgdaya）

賽德克族亦稱為3S4T民族。
各語言別皆文法彼此相近，且源詞也有完整的對應關係，各該使用者可以互相交談。目前台灣的賽德克語認證考試也依此分為三類語群，其中德鹿谷語言別之使用族群與太魯閣族為同源，故太魯閣語與德鹿谷語言實為相同語言。。自1997年開始台灣國立政治大學開設有「賽德克語」選修課程，師資先後為賽德克族人曾瑞琳(Temi Nawi/惵芈·納威)、伊婉·納威(Iwan Nawi)等人擔任。

## 語音系統
賽德克語的音系之音位大都使用適當的Unicode符號來標示。在台灣南島語的書寫系統的訂定上，元輔音之音系表原則上都是先「發音部位」(橫列)、後「發音方法」(縱列)、再考量「清濁音」，來訂定其音系之音位架構。

## 文法
基本語序為謂-賓-主。在文法的分類上台灣南島語並不同於一般的分析語或其它综合语裡的動詞、名詞、形容詞、介詞和副詞等之基本詞類分類。比如台灣南島語裡普遍沒有副詞，而副詞的概念一般以動詞方式呈現、可稱之為「副動詞」，類之於俄语裡的副動詞。 賽德克語文法分類是將基礎的文法之詞類、詞綴、字詞結構及分類法，對比分析語等之詞類分類法加以條析判別。

## 賽德克語相關影視
- 《賽德克·巴萊》

## 外部連結
- 南投縣本土教育資訊網
- 賽德克語在《民族語》的連結
- 政大原住民族語言教育文化研究中心(含賽德克語題庫)
- 原住民族語言認證
- 98年度原民語能力認證考試(含96,97年度模擬試題)
- 各年度原住民族語言能力認證考試模擬試題庫[]
- 台灣南島語言的奧秘(影片) （页面存档备份，存于）
- 公共電視_知識的饗宴-第十九集 台灣南島語言的奧秘 （页面存档备份，存于）
- YouTube上的Taan ka idas da!(看見彩虹/song)
- YouTube上的賽德克父子諧唱古調/song
- YouTube上的郭明正：從電影《賽德克．巴萊》談賽德克族的歷史與文化
- 曾瑞琳(Temi·Nawi)-VIDEOS-VCenter （页面存档备份，存于）
- 10-ICAL/Papers/Tenth International Conference on Austronesian Linguistics 17-20 January 2006 Palawan, Philippines
- Seediq Language (Video) （页面存档备份，存于）
- 中研院語言所-《語言暨語言學》專刊
- Grammatical analysis: morphology…… （页面存档备份，存于）
- Seediq Language （页面存档备份，存于）
- Truku Language （页面存档备份，存于）